# Матаморос
Матаморос (шп. Matamoros) је град у Мексику у савезној држави Тамаулипас. Према процени из 2005. у граду је живело 422.711 становника.
Основан је 1824. године.

## Становништво
Према подацима са пописа становништва из 2010. године, град је имао 449.815 становника.
| 1990.   | 1995.   | 2000.   | 2005.   | 2010.   |
| ------- | ------- | ------- | ------- | ------- |
| 266.055 | 323.794 | 376.279 | 422.711 | 449.815 |